# Fixxxer
«Fixxxer» es la decimotercera y última canción de la banda estadounidense de Thrash metal Metallica para su séptimo álbum ReLoad.
La canción comienza con una melodía que es casi inaudible, está hecha de forma aleatoria para dar paso a los acordes distorsionados al estilo fade.
El tema habla de una pareja o de una familia donde uno de sus componentes sufre el control total de las otras personas, el personaje del que se habla, pregunta a otra (probablemente la que lo está controlando), si se pudiera reparar el daño que está hecho, donde también replica que no quiere ser controlado como un muñeco vudú al que ponen alfileres para causarle dolor.
Interpretada por primera vez en el concierto de  los 40 años realizado en  el Chase Center de San Francisco el 17 de diciembre de 2021.

## Créditos
- James Hetfield: voz, guitarra rítmica
- Kirk Hammett: guitarra líder
- Jason Newsted: bajo eléctrico
- Lars Ulrich: batería, percusión

- Datos: Q5862395